# هيلو: سبارتن أسلت
هيلو: سبارتن أسلت (بالإنجليزية: Halo: Spartan Assault)‏ (بالعربية: عدوان اللإسبارطييون) وهي لعبة منظور علوي لمنظور الشخص الثالث ومن ضمن سلسلة هيلو، صممت من قبل 343 إندستريز وVanguard Games تجري أحداثها بين كل من أحداث هيلو 3 وهيلو 4صدرت في إكس بوكس 360وإكس بوكس ونعام 2013.